# 唐莊陵
莊陵为唐十八陵之一，为唐敬宗李湛墓。位于咸阳市三原县东北15公里陵前乡柴家窑。
宝历二年（826年）十二月，唐敬宗遇害，葬在莊陵。封土为陵，呈覆斗型土冢，陵区周围二十公里。原有石刻和唐景陵相同，现存四门各有石狮一对，石马、石人、朱雀、翼马、华表各一对。《唐会要》载陪葬墓1座，为悼怀太子李普之墓。